# 山梨電視台
山梨電視台（日语：／ Terebi Yamanashi */?）是日本的一家以山梨縣為放送地域的電視臺。簡稱為UTY。英文名稱UHF TELEVISION YAMANASHI, Inc.。成立於1969年2月8日，開播于1970年4月1日。呼號為JOGI-DTV。為TBS電視台聯播網JNN的成員。

## 外部連結
- ＵＴＹ山梨電視台 （页面存档备份，存于）
- ＵＴＹ山梨電視台的X（前Twitter）
- YouTube上的UTY山梨電視台官方頻道
- 山梨電視台的Facebook專頁
- 山梨電視台的Instagram帳戶